# Kruszyna (gmina)
Kruszyna – gmina wiejska w województwie śląskim, w powiecie częstochowskim. W latach 1975–1998 gmina położona była w województwie częstochowskim.
Siedziba gminy to Kruszyna.
Według danych z 30 czerwca 2004 gminę zamieszkiwało 4890 osób.
Wsie w gminie Kruszyna:
- Baby
- Bogusławice
- Jacków
- Kijów
- Kruszyna
- Lgota Mała
- Łęg
- Pieńki Szczepockie
- Teklinów
- Widzów
- Widzówek
- Wikłów

## Geografia

### Regionalizacja fizycznogeograficzna
Pod względem fizycznogeograficznym gmina Kruszyna położona jest w pasie Wyżyn Polskich. Położona jest w makroregionach Wyżyny Woźnicko-Wieluńskiej oraz Wyżyny Przedborskiej. Gmina znajduje się w mezoregionach: Wyżyny Wieluńskiej i Niecki Przyrowskiej. 

### Rzeki
Przez gminę przepływa rzeka Warta, w której dorzeczu znajdują się potoki: Pijawka oraz Widzówka.

## Transport

### Drogowy
Przez gminę Kruszyna przebiegają drogi:
- E75A1 Rusocin - Grudziądz - Toruń - Łódź - Piotrków Trybunalski - Częstochowa - Bytom - Zabrze - Gliwice - Rybnik - Gorzyczki (granica państwowa). W ciągu A1 na terenie gminy zlokalizowane są 3 górne przejścia dla zwierząt (zielone mosty)[potrzebny przypis].
- 91 Gdańsk - Toruń - Włocławek - Łódź - Piotrków Trybunalski - Radomsko - Częstochowa - Siewierz

W gminie przejeżdżają drogi powiatowe:
| Numer drogi | Przebieg | Długość drogi w (km) |
| ----------- | --- | -------------------- |
| 1000S       | Stary Broniszew - Nowy Broniszew - Jamno - A1 | 1,7                  |
| 1002S       | A1 - Łęg | 6,5                  |
| 1003S       | Wikłów - Kruszyna (ul. Jana Sobieskiego) | 3,4                  |
| 1004S       | A1 - Kruszyna (ul. Kościelna) | 1,0                  |
| 1006S       | A1 - Wikłów - Lgota Mała (ul. Główna) - Widzów (ul. Antoniowska, ul. Słoneczna) | 6,4                  |
| 1025S       | Kamyk - Borowianka - Kuźnica Kiedrzyńska - Kokawa - Mykanów - Łochynia - Borowo - Kruszyna (ul. Jana Sobieskiego, ul. Kmicica) - Baby (ul. Słoneczna, ul. Główna) - Jacków (ul. Główna) - Widzów (ul. Żwirki i Wigury) - DK91 | 11,8                 |
| 1070S       | Kruszyna (ul. Kruszyńska) - Zdrowa (ul. Strażacka, ul. Kłomnicka) Kłomnice (ul. Zdrowska) | 2,3                  |
| 1079S       | Prusicko - Wikłów | 3,0                  |
| 1116S       | Zdrowa (ul. Strażacka) - Baby (ul. Szkolna) - Lgota Mała (ul. Szkolna) - Pieńki Szczepockie | 7,3                  |
|             | | 43,4                 |

### Kolejowy
Przez teren gminy przebiega 1 linia kolejowa nr 1, o długości 316 km. Biegnie ona od stacji kolejowej Warszawa Zachód do stacji Katowice.
W jej ciągu gmina Kruszyna posiada dwie stacje kolejowe: Widzów Teklinów i Jacków.

## Struktura powierzchni
Według danych z roku 2002 gmina Kruszyna ma obszar 93,42 km², w tym:
- użytki rolne: 54%
- użytki leśne: 38%

Gmina stanowi 6,15% powierzchni powiatu.

## Demografia

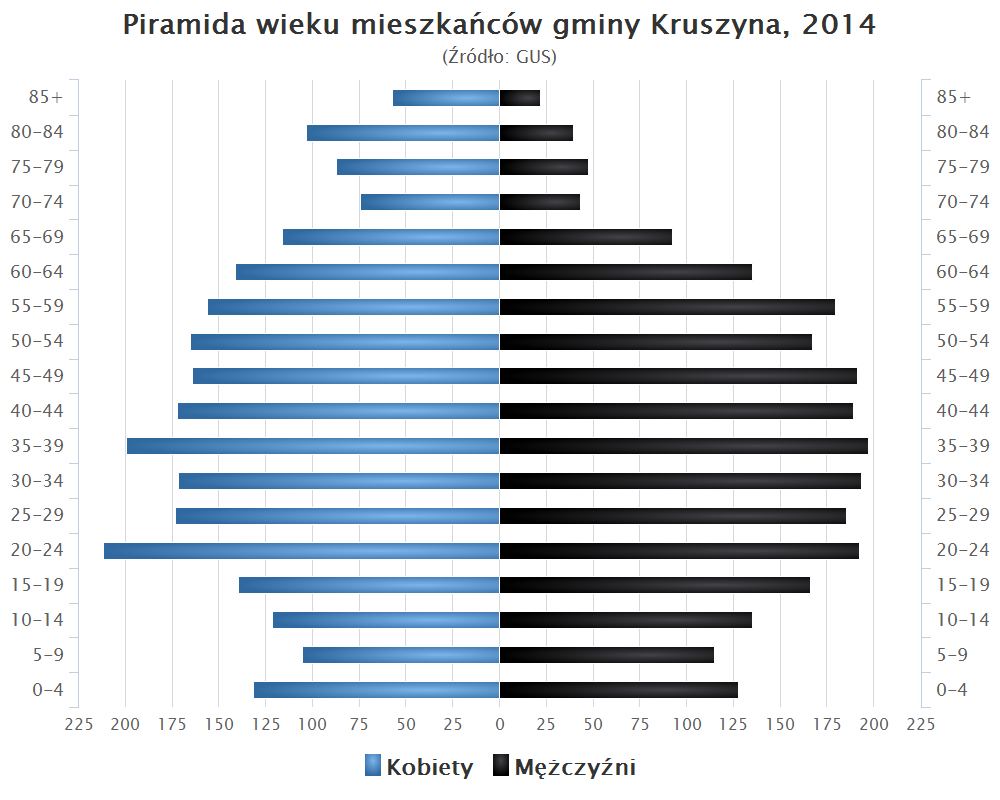
Piramida wieku mieszkańców gminy Kruszyna w 2014 roku

Dane z 30 czerwca 2004:
| Opis                              | Ogółem | Ogółem | Kobiety | Kobiety | Mężczyźni | Mężczyźni |
| --------------------------------- | ------ | ------ | ------- | ------- | --------- | --------- |
| jednostka                         | osób   | %      | osób    | %       | osób      | %         |
| populacja                         | 4890   | 100    | 2480    | 50,7    | 2410      | 49,3      |
| gęstość zaludnienia (mieszk./km²) | 52,3   | 52,3   | 26,5    | 26,5    | 25,8      | 25,8      |

## Sąsiednie gminy
Gidle, Kłomnice, Ładzice, Mykanów, Nowa Brzeźnica, Radomsko